# 獅門橋
獅門橋（Lions' Gate Bridge）是加拿大卑詩省内一條懸索吊橋，橫越布勒内灣的第一海峽，連接溫哥華市中心及北岸市鎮（北溫市、北溫區和西溫區）。大橋隸屬卑詩省1A及99號公路，是大溫地區内的一條重要交通動脈，亦是溫市的主要地標之一。大橋名稱來自北岸山脈（North Shore Mountains）中的雙獅峰（The Lions）。
獅門橋全長1517.3米（4978英尺），連同北岸引道則長1823米（5890英尺）。主橋跨為472米（1550英尺），橋塔高度為111米（364英尺），離海面高度則為61米（200英尺）。大橋有三條行車綫，中央行車綫為調撥車道，可轉換方向以迎合交通流量。平日早上繁忙時間有兩條行車綫前往溫市中心，下午繁忙時間則有兩條行車綫前往北岸。

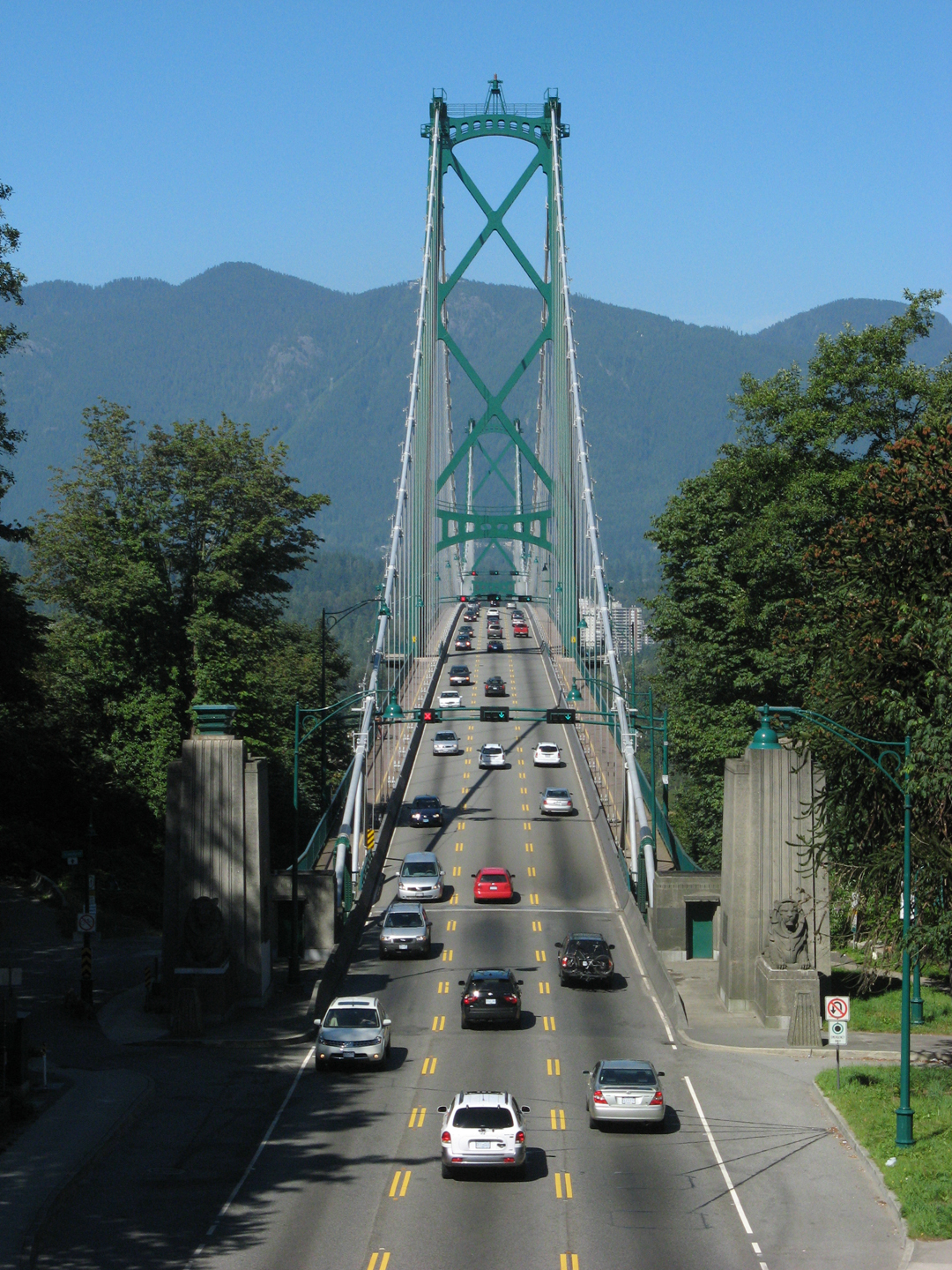
加拿大溫哥華獅門橋的中央行車綫為調撥車道

## 歷史
第二海峽橋工程項目合約在1923年簽妥，橋樑並於1925年通車，是首條跨越布勒内灣的橋樑。由於西溫哥華離第二海峽尚有一段距離，該橋的貫通對西溫帶來的好處有限。有見及此，西溫區政府於1926年建議向私人發展項目提供稅務優惠，以換取發展商在較接近西溫的第一海峽建橋。然而，部分民眾認為第二海峽橋足以應付渡海交通，亦有人憂慮橋樑對海港航道和史丹利公園的影響。選民遂於1927年舉行的公投中否決第一海峽橋樑項目。
到了1930年代初，愛爾蘭的健力士家族（即健力士釀酒公司的東主）看好西溫的發展潛力，繼而成立不列顛太平洋物業公司（British Pacific Properties Co.），並於1932年與西溫區政府達成協議，以75,000元購入4700英畝的土地。公司並承諾提升區内的基礎建設，包括在第一海峽建橋。時值經濟大蕭條，工程所創造的工作機會讓當地民眾較能接受此開發案。另外，第二海峽橋在1930年一次意外中受損，需封閉近四年大修，令興建第二條橋樑的呼聲漸高，於1933年舉行的第二次公投中獲通過。
大橋於1937年3月31日動工，1938年11月14日啓用。正式的開幕禮則於1939年5月29日舉行，由正在訪問加拿大的喬治六世和王后伊利沙伯·鮑斯-萊昂主持。卑詩省政府於1955年從健力士家族購入大橋。大橋最初收費為25加仙，到1963年取消收費。
由於行車綫和行人通道過於狹窄，當局於2000年開始更換橋面。每條行車綫由3米擴濶至3.6米；行人通道則由1.2米擴濶至2.7米。工程於2001年完工。大橋於2005年3月24日被列為加拿大法定國家古蹟。

## 流行文化
2011年電影《絕命終結站5》，以此橋當作電影場景參考。

## 外部連結
- Building a Vancouver Icon: The Lions Gate Bridge （页面存档备份，存于） － 獅門橋的興建過程